# Charles-François Bailly de Messein
Pour les articles homonymes, voir Bailly et Messein.
Mgr Charles-François Bailly de Messein (1740-1794) est un évêque, un missionnaire et un professeur canadien.
Né à Varennes, comté de Verchères, le 11 novembre 1740, de François-Auguste Bailly de Messein et de Marie-Anne Degoutin, il fait ses études au collège Louis-le-Grand à Paris en France et au séminaire de Québec, où il est ordonné par Mgr Briand, le 10 mars 1767.
Missionnaire pour toute la Nouvelle-Écosse (1767-1771), où il fut grand vicaire de l'évêque de Québec (1768-1771) , il exerce les fonctions de professeur de rhétorique au séminaire de Québec (1771-1775), aumônier d'un régiment royaliste lors de l'invasion américaine, sur la rive méridionale du fleuve Saint-Laurent, dans les environs de Lévis (1775-1776).
En 1776-1777, il est professeur de théologie au Séminaire de Québec ; puis il est curé de la Pointe-aux-Trembles-de-Québec (1777-1794), dont il fut absent de 1778 à 1782 pour être le précepteur des enfants de Lord Dorchester à Londres en Angleterre.
Il est ensuite missionnaire aux Écureuils (1777-1778, 1782-1786, 1793-1794) ; coadjuteur de l'évêque de Québec sous le titre d'évêque de Capso (1789-1794), élu le 26 septembre 1788 et sacré à Québec par Mgr Hubert le 12 juillet 1789 ; décédé à Québec, le 20 mai 1794 ; inhumé à la Pointe-aux-Trembles-de-Québec [réf. nécessaire].
Son neveu, Joseph Bailly (1774-1835), fut un important négociant en fourrures naturalisé américain en 1817.